# Tumba-isla

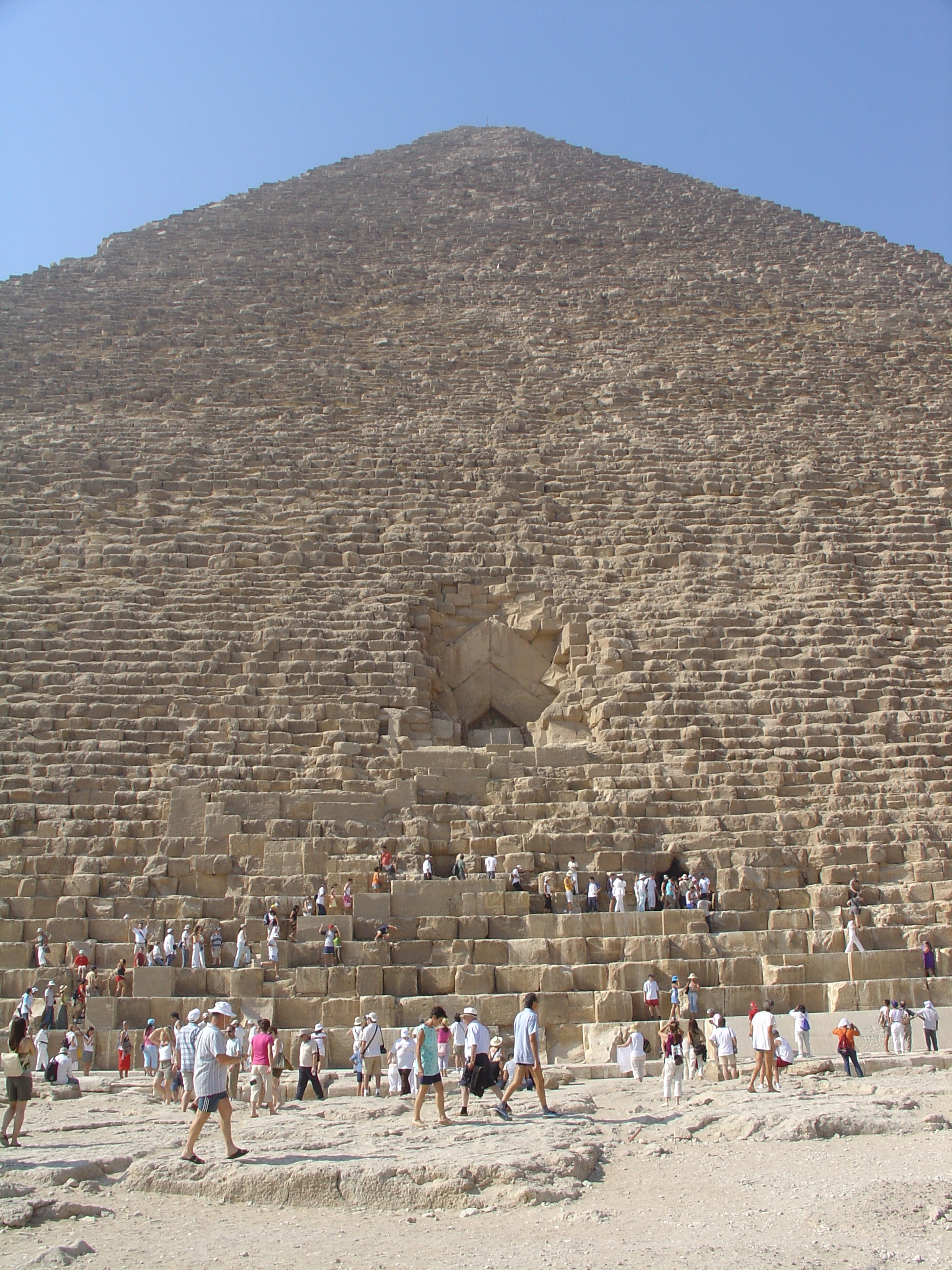
La Gran Pirámide de Guiza.

La Tumba-Isla es una supuesta estancia de dimensiones desconocidas que poseería una «isla» en el centro y un canal hasta el Nilo. Historiadores como el griego Heródoto afirmaron haber oído hablar de ella y otros como el romano Plinio el Viejo las recogen por otras fuentes.
Excepto la llamada cámara subterránea, situada bajo la Pirámide de Keops, no ha sido hallada ninguna más pese a las investigaciones emprendidas por distintos equipos de arqueólogos y egiptólogos. Además, Heródoto no dijo que estuvieran bajo la Gran pirámide, sino «en la colina sobre la que se alzan las pirámides».
Heródoto escribió:

«Diez fueron, como digo, los años que se emplearon en la construcción de esa calzada (procesional) y de las cámaras subterráneas de la colina sobre la que se alzan las pirámides, cámaras que, para que le sirvieran de sepultura, Keops se hizo construir –conduciendo hasta allí un canal con agua procedente del Nilo– en una isla.»
Heródoto, Historia (libro II, 124, 4)

## Investigaciones realizadas en la Gran Pirámide
En 1873 Howard Vyse realizó agujeros en la cámara subterránea y exploró la Gran Pirámide empleando dinamita.
En 1963 J. Bruchet estudia el fenómeno según el cual conversaciones mantenidas en una cámara son escuchadas en otra, por lo cual concluye que era posible lo descrito por Heródoto y realiza la siguiente afirmación:

«¿Por qué no serían auténticos pasajes acústicos, que terminaran en unas cajas de resonancia? Esta suposición implicaría la existencia, en el interior de la pirámide, de otras cámaras aún desconocidas.»

En 1969 Andrea Pochan llega a la misma conclusión:

«Los dichos de Heródoto no deberían descartarse de antemano porque la excavación de la Cámara Subterránea no tardó más de dos años de trabajo, y la extraña resonancia que se observa en ella  podría significar que existe una gran estancia bajo ella, desconocida hasta ahora.»

Por su parte Khail Messiha utilizó radiestesia para «analizar» la Cámara de la Reina en 1967 y descubrió que junto a la pared noroccidental el trazado de las grandes losas del suelo se volvía irregular, lo que podía sugerir que estaba inacabado. Con el permiso correspondiente realizó una perforación en el suelo y no halló la roca madre sobre la que se asienta la Gran Pirámide, sino una oquedad. Introdujo un cable de acero y este bajo más de 20 m sin tocar fondo. El investigador concluyó que ese pozo conectaba con una enorme cámara a 20 m de profundidad.[cita requerida]
Sin embargo, otras investigaciones no han podido arrojar más luz. El Premio Nobel de física Luís, W. Álvarez, empleando un equipo de 30 toneladas en la Pirámide de Kefren, analizó rayos cósmicos en 1968 para detectar posibles galerías y cámaras ocultas. Dichas investigaciones dieron resultados contradictorios, razón por la cual sus investigaciones no pudieron ser concluyentes.
Por su parte el equipo de la Universidad de Waseda dirigido por Sakuji Yoshimura en 1987 empleó técnicas asistidas por radar, sensores remotos y escáner electrónico para analizar la Gran Pirámide. Detectó un pozo que bajaba desde la Cámara de la Reina introduciéndose en la roca madre, confirmando así las investigaciones llevadas a cabo por Messiha. Los científicos japoneses concluyeron que llegaba a un profundidad de 30 m, pese a que sus equipos sólo podían "penetrar" un máximo de cinco.[cita requerida]

## La Cámara en la ficción
El dibujante y guionista belga Edgar Pierre Jacobs (2001) en su doble álbum «El secreto de la Gran Pirámide», dentro de las Aventuras de Blake y Mortimer, coloca a esta enigmática dependencia en el centro de la intriga y llega a mostrarla fidedignamente según las descripciones disponibles, incluyendo el acceso subterráneo desde el río Nilo.
En el Juego Faraón lo primero que los egipcios construyen tras nivelar el terreno es una cámara subterránea.
En el videojuego Tomb Raider: The Last Revelation la batalla final contra Seth se lleva a cabo en una cámara subterránea debajo de la Pirámide de Keops llamada El Templo de Horus que es un lago subterráneo con una isla en el medio, que vendría siendo una clara referencia a la Cámara de Horus.